# Хухорево
Хухорево — село в Большеигнатовском районе Мордовии. Входит в состав Киржеманского сельского поселения.

## История
В «Списке населённых мест Симбирской губернии за 1863» Хухорево владельческое село из 178 дворов в Ардатовском уезде.
В середине XIX века село принадлежало помещице Александре Александровне Кирмаловой — родной сестре писателя И. А. Гончарова, неоднократно гостившего в Хухореве у сестры и зятя, и считается в российском литературоведении прообразом Обломовки, имения Ильи Ильича Обломова.
Здесь работал земский врач, общественный деятель, Герой Труда (1932) Воскресенский Александр Петрович.

## Население
| 2002 | 2010 |
| ---- | ---- |
| 278  | ↘202 |

Национальный состав
Согласно результатам Всероссийской переписи населения 2002 года, в национальной структуре населения русские составляли 92 %.